# توای‌فورد، باکینگهام‌شر
توای‌فورد (به انگلیسی: Twyford) یک روستا و محله مدنی در بریتانیا است که در الزبری ول واقع شده‌است. توای‌فورد ۵۶۶ نفر جمعیت دارد.